# Parliament House
La Casa del Parlamento, nota come Parliament House a Edimburgo, in Scozia, era la sede del potere legislativo scozzese prima della sua unione con l'Inghilterra e la formazione del Parlamento del Regno Unito. 
Attualmente ospita la Corte Suprema della Scozia. Si trova nella parte vecchia (Città Vecchia) della città, molto vicino al Royal Mile, vicino alla Cattedrale di Edimburgo.

## Sala del Parlamento
La parte più antica della Camera del Parlamento è conosciuta come Parliament Hall ed è stata costruita dal Consiglio di Edimburgo, a sue spese, come sede permanente del parlamento. In quanto tale, è il più antico edificio delle isole britanniche raccolto allo scopo di ospitare un ramo legislativo.